# Arise (singel)
Arise (singel) – singel zespołu Sepultura z albumu Arise wydany przez Roadrunner Records w 1991 roku.
Do piosenki został nakręcony teledyski, który wyreżyserował Bill Henderson. Zdjęcia kręcono w Dolinie Śmierci (gdzie rzekomo miała przebywać rodzina Charlesa Mansona), zaś w scenach filmu ukazane zostały m.in. postaci w maskach gazowych wiszące na krzyżach, a tym samym przypominające ukrzyżowanie Jezusa Chrystusa.

## Twórcy
- Max Cavalera – gitara rytmiczna, śpiew
- Andreas Kisser – gitara prowadząca
- Paulo Jr. – gitara basowa
- Igor Cavalera – perkusja

## Lista utworów
| Nr | Tytuł utworu     | Długość |
| -- | ---------------- | ------- |
| 1. | „Arise”          |         |
| 2. | „Inner Self”     |         |
| 3. | „Troops of Doom” |         |